# جو مک‌دونل
جوزف مک‌دونل (Joseph McDonnell) (زادهٔ ۱۴ دسامبر ۱۹۵۱ – درگذشتهٔ ۸ ژوئیه ۱۹۸۱)، یکی از داوطلبان در ارتش موقت جمهوری‌خواه ایرلند بود که در جریان اعتصاب غذای ۱۹۸۱ ایرلند درگذشت.

## اوایل زندگی
مک‌دونل در جاده اسلیت در قسمت پایینتر فولز رود، شهر بلفاست به عنوان یکی از ۱۰ فرزند خانواده زاده شد. وی در یک مدرسه رومان کاتولیک هم‌جوار آموزش دید. وی در ۱۹۷۰ میلادی با گوریتی ازدواج کرد و به خانه خواهرش در لینادون نقل مکان نمود. خانه آنها چندین بار مورد حمله قرار گرفت.

## فعالیت در ارتش جمهوری‌خواه ایرلند
مک‌دونل در جریان عملیات دمتریوس دستگیر گردیده و همراه با جری آدامز و چند تن دیگر در ناو زندان اچ ام اس میدستون بدون محکمه محبوس شدند. چندی بعد وی برای چند ماهی به زندان اچ ام پریزون ماز منتقل گردید. پس از رهایی از زندان، وی به تیپ بلفاست در ارتش موقت جمهوری‌خواه پیوست. در جریان آمادگی برای یک حمله بمب‌گذاری به تأسیسات شرکت اثاثیه بالمورال در دونمورای، او با بابی ساندز آشنا شد. در جریان درگیری میان ارتش جمهوری‌خواه ایرلند و نیروهای انتظامی سلطنتی اولستر (RUC) و ارتش بریتانیا، این دو مرد همراه با شیاموس فینوکان و شین لاویری دستگیر گردیدند. مک‌دونل و دیگر افراد به علت حمل سلاح گرم به ۱۴ سال حبس محکوم گردیدند. هیچ‌کدام از این افراد، قضاوت محکمه را نپذیرفتند.

## اعتصاب غذا
مک‌دونل با اهداف اعتصاب غذای ایرلندی موافقت نمود که شامل موارد زیر بود: حق نه پوشیدن لباس مخصوص زندانیان؛ حق انجام ندادن کارهای اجباری زندان؛ حق مصاحبت آزادانه با سایر زندانیان؛ حق برگزاری فعالیت‌های تعلیمی و تفریحی و حق داشتن یک بازدید کننده، یک نامه و یک بسته در هر هفته.
اگرچه مک‌دونل در اعتصاب غذای نخست (۱۹۸۰) شرکت نکرد، اما او در اعتصاب غذای دوم (۱۹۸۱) به بابی ساندز و دیگران ملحق شد. در جریان این اعتصاب غذا، وی همچنین از حوزه انتخابیه اسلایگو-لیتریم در انتخابات سراسری جمهوری ایرلند به مبارزه پرداخت، اما با تفاوت بسیار اندک انتخابات را واگذار کرد. قبل از این‌که در ۸ ژوئیه ۱۹۸۱ وفات کند، او ۶۱ روز را بدون غذا سپری کرد. مک‌دونل دو فرزند دارد. همسر وی گوریتی در پیکار حمایت از اعتصاب غذا کنندگان، نقش فعال داشت.
مک‌دونل در قبری نزدیک به بابی ساندز در گورستان میلتاون، به خاک سپرده شد. جان جوی مک‌گریل که نماینده انتخاباتی مک-دونیل در حوزه انتخابیه اسلایگو-لیتریم بود، خطابه مراسم خاک‌سپاری را ایراد کرد. با نقل قولی از پاتریک پیرس، او گفت: «مردان دانای دنیا ممکن است وی را برای فدا کردن همه چیز خود، نادان بگویند؛ اما ظاهراً این نادان‌ها بودند که مسیر تاریخ ایرلند را تغییر دادند».

## اتهامات
در مارس ۲۰۰۶، زندانی پیشین به‌نام ریچارد او راو، مدعی شد که سه روز قبل از مرگ مک‌دونل، حکومت بریتانیا یک پیشکش قاطع به رهبری در داخل زندان ارایه داد که برای پایان دادن به اعتصاب کافی بود. او راو مدعی است که هرچند رهبری در داخل زندان آماده شده بودند تا این پیشنهاد را بپذیرند، به اعتصاب پایان بخشیده و جان مک‌دونل و دیگران که پس از وی وفات نمودند را نجات دهند، اما رهبری بیرون از زندان به آن‌ها گفتند تا ادامه دهند.
فرمانده ارتش جمهوری‌خواه ایرلند در آن زمان در زندان لانگ کیش، برند مک‌فارلین (مشهور به «بیک»)، این نسخه از رویدادها را به‌طور صریح مورد تردید قرار داده‌است. تنها یک زندانی دیگر به‌نام انتونی مک‌اینتایر که در همان ساختمانی که او راو و مک‌فارلین نیز در آن بودند زندانی بود، این نسخه از رویدادهای که او راو در رابطه به اعتصاب غذای ۱۹۸۱ بازگو نموده‌است، را پشتیبانی نمود.

## گرامی‌داشت
در روز یادبود از جان‌باخته گان ایرلندی در قبرستان ویویرلی در سیدنی، استرالیا از مک‌دونل گرامی‌داشت شد.
جو مک‌دونل همچنین در آهنگ گروه ولف تونز به‌نام «جو مک‌دونل» گرامی داشته می‌شود.